# Padaharja
Padaharja is een bestuurslaag in het regentschap Tegal van de provincie Midden-Java, Indonesië. Padaharja telt 5167 inwoners (volkstelling 2010).